# Генерал-губернатор Кореї
37°34′38″ пн. ш. 126°58′37″ сх. д. / 37.577361° пн. ш. 126.976861° сх. д.

Печатка Генерал-губернатора Кореї

Генерал-губернатор Кореї (яп. 朝鮮総督, ちょうせんそうとくふ, кор. 조선총독) — голова японської колоніальної адміністрації у Кореї в 1910-1945.
До цього, у період протекторату, японським представником у Кореї був Генерал-резидент Кореї. Генерал-губернатор призначався з Токіо і був підзвітний прем'єр-міністру та імператору Японії.
До 1919 генерал-губернатор міг бути призначений тільки з військових, пізніше до цієї посади були допущені і цивільні особи.
Японська адміністрація змінилися радянським та американським військовим командуванням, яке контролювало країну з 1945 по 1948.
Після 1948 року влада перейшла до політичних сил КНДР і Південної Кореї.

## Повноваження
Мав широке коло повноважень на півострові. У його руках знаходилася вища законодавча та виконавча влада в Кореї. Також він мав обмежену судову владу: за його постановою, людина, що перебувала на території генерал-губернаторства, могла бути ув'язнена на термін до одного року або засуджена до штрафу на суму, що не перевищує 200 єн.
Також генерал-губернатору підпорядковувалися частини Імперської армії та Імперського флоту Японії, що розташовувалися на території Корейського півострова.

## Апарат
При генерал-губернаторі існував адміністративний апарат, створений у 1910 році після анексії Кореї. Очолював його генеральний інспектор, що фактично виконував роль заступника правителя півострова. Двічі — у 1919 і в 1943 роках — цей апарат піддавався реорганізації. Також, протягом усього колоніального періоду в Кореї існувала Консультативна рада (яп. 中枢院), членами якої були впливові і відомі корейці.

## Список генерал-губернаторів
1. Терауті Масатаке (1910—1916)
2. Хасеґава Йосіміті (1916—1919)
3. Сайто Макото (1919—1927)
4. Уґакі Кадзусіґе (1927)
5. Яманасі Хандзо (1927—1929)
6. Сайто Макото (другий термін 1929—1931)
7. Уґакі Кадзусіґе (другий термін 1931—1936)
8. Мінамі Дзіро (1936—1942)
9. Коїсо Куніакі (1942—1944)
10. Абе Нобуюкі (1944—1945)